# Marie Anna Anhaltsko-Desavská
Marie Anna Anhaltsko-Desavská (14. září 1837 – 12. května 1906) byla jako dcera Leopolda IV. Anhaltského a Bedřišky Vilemíny Pruské princeznou z rodu Askánců.

## Rodina
Marianinými prarodiči byli Fridrich Anhaltsko-Desavský a Amálie Hesensko-Homburská a Ludvík Karel Pruský a Frederika Meklenbursko-Střelická.
Jejími sourozenci byli Fridrich I. Anhaltský a sasko-altenburská vévodkyně Anežka.

## Manželství a potomci
29. listopadu 1854 se Marie Anna provdala za svého bratrance z druhého kolene, Fridricha Karla Pruského, vnuka Fridricha Viléma III. Marie Anna s ním měla pět dětí:
- Marie Pruská (14. září 1855 – 20. června 1888),
⚭ 1878 Hendrik Nizozemský (13. června 1820 – 13. ledna 1879), princ Oranžsko-Nasavský
⚭ 1885 Albert Sasko-Altenburský (14. dubna 1843 – 22. května 1902)
- Alžběta Anna Pruská (8. února 1857 – 28. srpna 1895), ⚭ 1878 Fridrich August II. (16. listopadu 1852 – 24. ledna 1931), velkovévoda oldenburský
- Anna Viktorie Šarlota Augusta Adléta Pruská (*/† 1858)
- Luisa Markéta Pruská (25. července 1860 – 14. března 1917), ⚭ 1879 Artur Sasko-Koburský (1. května 1850 – 16. ledna 1942), vévoda z Connaughtu a Strathearnu
- Fridrich Leopold Pruský (14. listopadu 1865 – 13. září 1931), ⚭ 1889 Luisa Žofie Šlesvicko-Holštýnsko-Sonderbursko-Augustenburská (8. dubna 1866 – 28. dubna 1952)

Jejich manželství bylo nešťastné. Po porodu čtvrté dcery Fridrich Karel svou ženu údajně bil za to, že mu nedává syna. Podle jednoho zdroje to bylo jen na prosby císaře Viléma I., že nikdy nedošlo k rozluce manželství.
Marie Anna byla svými současníky považována za jednu z nejkrásnějších žen své generace. Měla pozoruhodný talent pro hudbu a malování a čato radila mladým dívkám, když poprvé vstupovaly do společnosti. Marie Anna byla téměř hluchá, kvůli čemuž byla podle její přítelkyně Kateřiny Radziwillové "ve společnosti extrémně plachá a rozpačitá". Radziwillová říkala, že "když s ní byla Marie Anna sama a nebyla rušena hlukem a cizími rozhovory, byla docela okouzlující a docela vtipná".

## Pozdější život
15. června 1885 zemřel její manžel Fridrich Karel. Poté Marie Anna opustila Berlín a odjela do Itálie, kde pobývala v Neapoli, Římě a Florencii. Brzy se ukázalo, že se Marie Anna tajně provdala kapitána von Wagenheim.
Marie Anna zemřela 12. května 1906 ve Friedrichrodu.

## Vývod z předků
|                               |                                       |  |                     |                                                            |  |  |  |  |  |  |  | Leopold II. Maxmilián |
|                               |                                       |  |                     |                                                            |  |  |  |  |  |  |  |                       |
|                               | Leopold III. Anhaltsko-Desavský       |  |                     |                                                            |  |  |  |  |  |  |  |                       |
|                               |                                       |  |                     |                                                            |  |  |  |  |  |  |  |                       |
|                               |                                       |  |                     | Gisela Anežka Anhaltsko-Köthenská                          |  |  |  |  |  |  |  |                       |
|                               |                                       |  |                     |                                                            |  |  |  |  |  |  |  |                       |
|                               | Fridrich Anhaltsko-Desavský           |  |                     |                                                            |  |  |  |  |  |  |  |                       |
|                               |                                       |  |                     |                                                            |  |  |  |  |  |  |  |                       |
|                               |                                       |  |                     | Bedřich Jindřich Braniborsko-Schwedtský                    |  |  |  |  |  |  |  |                       |
|                               |                                       |  |                     |                                                            |  |  |  |  |  |  |  |                       |
|                               | Luisa Braniborsko-Schwedtská          |  |                     |                                                            |  |  |  |  |  |  |  |                       |
|                               |                                       |  |                     |                                                            |  |  |  |  |  |  |  |                       |
|                               |                                       |  |                     | Leopoldina Marie Anhaltsko-Desavská                        |  |  |  |  |  |  |  |                       |
|                               |                                       |  |                     |                                                            |  |  |  |  |  |  |  |                       |
|                               | Leopold IV. Anhaltský                 |  |                     |                                                            |  |  |  |  |  |  |  |                       |
|                               |                                       |  |                     |                                                            |  |  |  |  |  |  |  |                       |
|                               |                                       |  |                     | Fridrich IV. Hesensko-Homburský                            |  |  |  |  |  |  |  |                       |
|                               |                                       |  |                     |                                                            |  |  |  |  |  |  |  |                       |
|                               | Fridrich V. Hesensko-Homburský        |  |                     |                                                            |  |  |  |  |  |  |  |                       |
|                               |                                       |  |                     |                                                            |  |  |  |  |  |  |  |                       |
|                               |                                       |  |                     | Ulrika Louisa zo Solms-Braunfelsu                          |  |  |  |  |  |  |  |                       |
|                               |                                       |  |                     |                                                            |  |  |  |  |  |  |  |                       |
|                               | Amálie Hesensko-Homburská             |  |                     |                                                            |  |  |  |  |  |  |  |                       |
|                               |                                       |  |                     |                                                            |  |  |  |  |  |  |  |                       |
|                               |                                       |  |                     | Ludvík IX. Hesensko-Darmstadtský                           |  |  |  |  |  |  |  |                       |
|                               |                                       |  |                     |                                                            |  |  |  |  |  |  |  |                       |
|                               | Karolína Hesensko-Darmstadtská        |  |                     |                                                            |  |  |  |  |  |  |  |                       |
|                               |                                       |  |                     |                                                            |  |  |  |  |  |  |  |                       |
|                               |                                       |  |                     | Karolína Falcko-Zweibrückenská                             |  |  |  |  |  |  |  |                       |
|                               |                                       |  |                     |                                                            |  |  |  |  |  |  |  |                       |
| Marie Anna Anhaltsko-Desavská |                                       |  |                     |                                                            |  |  |  |  |  |  |  |                       |
|                               |                                       |  |                     |                                                            |  |  |  |  |  |  |  |                       |
|                               |                                       |  | August Vilém Pruský |                                                            |  |  |  |  |  |  |  |                       |
|                               |                                       |  |                     |                                                            |  |  |  |  |  |  |  |                       |
|                               | Fridrich Vilém II.                    |  |                     |                                                            |  |  |  |  |  |  |  |                       |
|                               |                                       |  |                     |                                                            |  |  |  |  |  |  |  |                       |
|                               |                                       |  |                     | Luisa Amálie Brunšvicko-Wolfenbüttelská                    |  |  |  |  |  |  |  |                       |
|                               |                                       |  |                     |                                                            |  |  |  |  |  |  |  |                       |
|                               | Ludvík Karel Pruský                   |  |                     |                                                            |  |  |  |  |  |  |  |                       |
|                               |                                       |  |                     |                                                            |  |  |  |  |  |  |  |                       |
|                               |                                       |  |                     | Ludvík IX. Hesensko-Darmstadtský                           |  |  |  |  |  |  |  |                       |
|                               |                                       |  |                     |                                                            |  |  |  |  |  |  |  |                       |
|                               | Frederika Luisa Hesensko-Darmstadtská |  |                     |                                                            |  |  |  |  |  |  |  |                       |
|                               |                                       |  |                     |                                                            |  |  |  |  |  |  |  |                       |
|                               |                                       |  |                     | Karolína Falcko-Zweibrückenská                             |  |  |  |  |  |  |  |                       |
|                               |                                       |  |                     |                                                            |  |  |  |  |  |  |  |                       |
|                               | Bedřiška Vilemína Pruská              |  |                     |                                                            |  |  |  |  |  |  |  |                       |
|                               |                                       |  |                     |                                                            |  |  |  |  |  |  |  |                       |
|                               |                                       |  |                     | Karel Ludvík Fridrich Meklenbursko-Střelický               |  |  |  |  |  |  |  |                       |
|                               |                                       |  |                     |                                                            |  |  |  |  |  |  |  |                       |
|                               | Karel II. Meklenbursko-Střelický      |  |                     |                                                            |  |  |  |  |  |  |  |                       |
|                               |                                       |  |                     |                                                            |  |  |  |  |  |  |  |                       |
|                               |                                       |  |                     | Alžběta Sasko-Hildburghausenská                            |  |  |  |  |  |  |  |                       |
|                               |                                       |  |                     |                                                            |  |  |  |  |  |  |  |                       |
|                               | Frederika Meklenbursko-Střelická      |  |                     |                                                            |  |  |  |  |  |  |  |                       |
|                               |                                       |  |                     |                                                            |  |  |  |  |  |  |  |                       |
|                               |                                       |  |                     | Jiří Vilém Hesensko-Darmstadtský                           |  |  |  |  |  |  |  |                       |
|                               |                                       |  |                     |                                                            |  |  |  |  |  |  |  |                       |
|                               | Frederika Hesensko-Darmstadtská       |  |                     |                                                            |  |  |  |  |  |  |  |                       |
|                               |                                       |  |                     |                                                            |  |  |  |  |  |  |  |                       |
|                               |                                       |  |                     | Marie Luisa Albertina Leiningensko-Falkenbursko-Dagsburská |  |  |  |  |  |  |  |                       |
|                               |                                       |  |                     |                                                            |  |  |  |  |  |  |  |                       |